# Фабрика Ван Неле
Фабрика Ван Неле (хол. Van Nellefabriek), која се налази на обали канала реке Шие на индустријском полдеру Спансе у северозападном Ротердаму, се сматра за најбољи пример међународног стила модерне архитектуре и индустријске архитектуре 20. века. Због тога је 2014. године доспела на УНЕСКО-в списак места Светске баштине у Европи.

## Историја
Фабрику је дизајнирао холандски архитекта Линдерт ван дер Влугт у сарадњи са партнером Јоханесом Бринкманом и ижињером Ј.Г. Вибенгом који је тада био стручњак у градњи армираним бетоном. Фабрика је изграђена у периоду од 1925. до 1931. године као пример холандског архитектонског стила ”Nieuwe Bouwen“, за сувласника компаније Ван Неле, Киса ван дер Лиува. Импресионирани архитектовим делом, Кис ван дер Лиув, али и оба директора фабрике, Матијс де Брујн и Бертус Соневелд, су од ван дер Влугта наручили породичне куће. Цео 20. век у фабрици су се производили кафа, чај и дуван а касније и жвакаће гуме, цигарете, инстант пудинг и пиринач.
Данас је у згради смештена неколико фабрика које се баве дизајном и новим медијима као што је ”Van Nelle Ontwerpfabriek“, а неке просторије се користе за конференције и друга збивања. Холандски стручњак задужен за преуређење бивших фабричких простора, Ерик Гуде, је испланирао и организовао њезину конвенцију 1997. година, а довршио је признати ауторитет на овом подручју, Весел де Јонге, који је координисано обнову модерне архитектуре од 1999. године.

## Архитектура
Фабрика Ван Неле је заправо комплекс фабрика са фасадама од челика и стакла, што је била прва масовна употреба ових материјала за тзв. „фасадну завесу”. Замишљена је као „идеална фабрика“, отворена спољном свету, док су унутрашњи простори направљени тако да могу еволуирати према потреби, док је обиље дневног светла стварало угодно радно окружење. Она представља нову врсту фабрике засновану на симболу модерне и функционалистичке културе између два Светска рата и сведочанство дуге трговачке и индустријске историје Холандије у процесима обраде прехрамбених производа из тропских земаља и њиховој индустријској производњи за европско тржиште.
Фабрика под утицајем руског конструктивизма. Наиме, Март Стам, који је радио као дизајнер компаније Brinkman & Vander Vlugt у Ротердаму, дошао је у додир са руском авангардом у Берлину 1922. године. Године 1926. управо је Март Стам, организовао обилазак грађевине модерне архитектуре за руског уметника Ел Лисицког и његову жену Софи Куперс, колекционара авангардне уметности. Посетили су многе архитекте као што су Јакобус Оуд, Корнелисван Естерен, Герит Ритвелд и други.